# Metarossite
La metarossite è un minerale.